# Lake Ripley
Lake Ripley – jednostka osadnicza w Stanach Zjednoczonych, w stanie Wisconsin, w hrabstwie Jefferson.